# Міст Бас-Шен
Міст Бас-Шен — зруйнований підвісний міст через річку Мен в Анже (Франція). Міст побудовано протягом 1836—1839 років за проєктом Джозефа Чалі і Бордільйона. Міст звалився 16 квітня 1850 року під час проходження батальйону французьких солдатів, і вбив більше 200 із них.
Міст довжиною 102 м (335 футів) і шириною 7,2 метра (24 фути) мав два несні троси. Його опори складалися з чавунних колон заввишки 5,47 м (17,9 фута).

## Обвалення моста

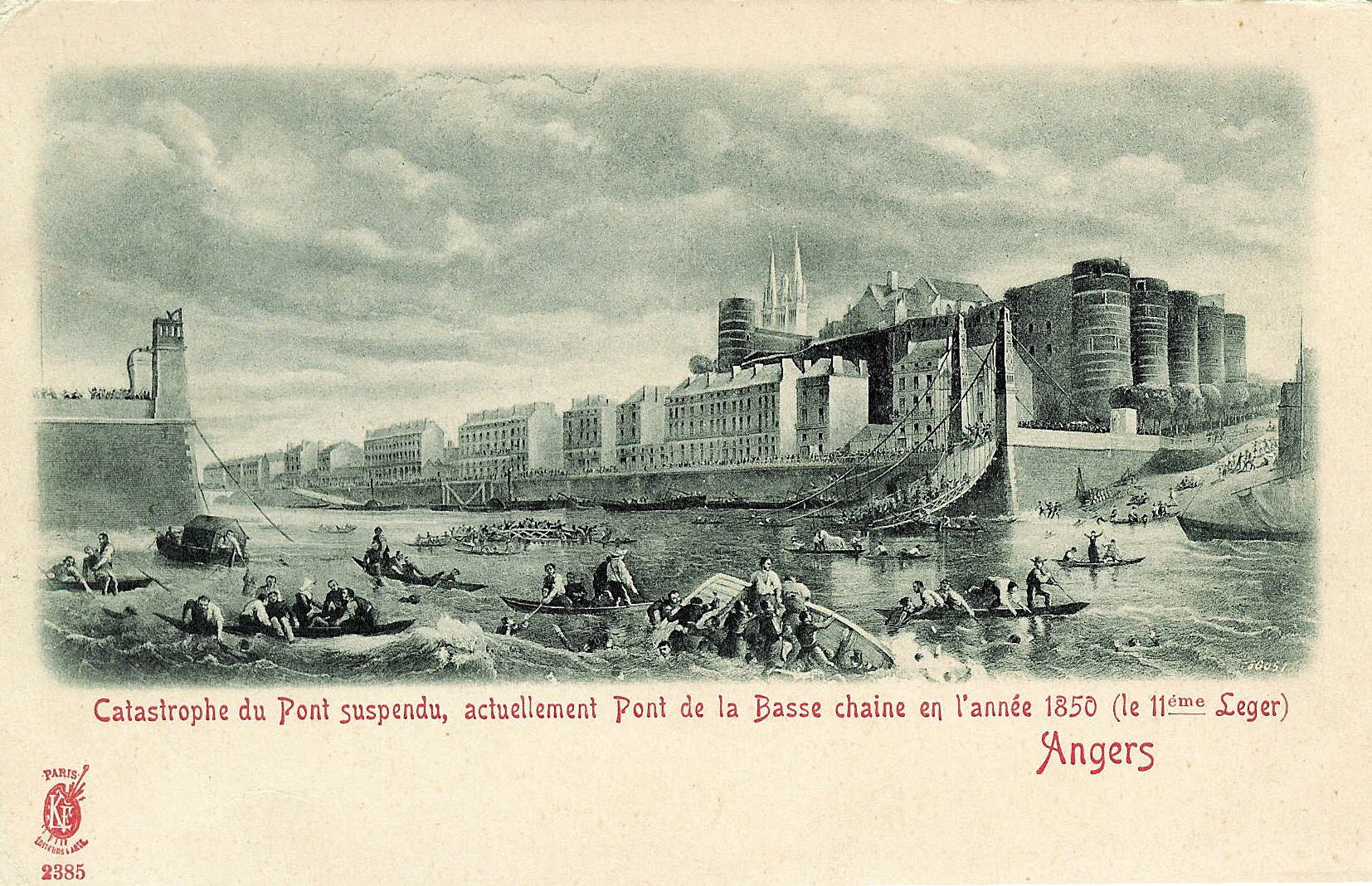
Руйнування моста

Мостом у Анже часто користувалися солдати полку, дислокованого в регіоні. 16 квітня 1850 року, в день катастрофи, два батальйони цього полку перейшли річку Мен мостом. Третій батальйон прибув під час сильної грози, коли вітер змушував міст осцилювати. Коли солдати проходили мостом, вони ще більше розгойдали його. Вижилі повідомили, що вони йшли, як п'яні, і ледве могли втриматися від падіння, спочатку в один бік, а потім в інший. Як завжди під час переходу через міст, солдатам було наказано зламати крок і розійтися на більшу вдстань, ніж зазвичай. Однак їхні намагання зберегти рівновагу під час розгойдування, можливо, змусили їх мимоволі марширувати з тією ж частотою, що сприяло резонансу. У будь-якому випадку коливання зросли. У цей час, коли на мосту було 483 солдати і четверо інших людей (хоча поліція завадила багатьом цікавим перехожим приєднатися до маршу), висхідний трос на правому березі розірвався біля основи, на глибині від трьох до чотирьох метрів під землею, з шумом, що нагадував «погано зроблений залп розстрільної команди». Наступний сусідній трос розірвався на секунду пізніше, і правобережний кінець моста впав, спричинивши дуже крутий нахил поверхні моста і падіння солдатів у річку. Багатьох із тих, хто впав, врятували солдати, які ще не перетнули міст, і жителі Анже, які прийшли на допомогу, але загалом 226 людей загинули.
Трагедія пояснювали динамічним навантаженням, спричиненим штормом і солдатами, зокрема, напевно, в поєднанні з корозією опор для основних тросів. Виявлено, що анкерні кріплення тросів у Анже були дуже вразливими, оскільки були покриті цементом. Цементний шар мав захищати їх від корозії протягом певного часу. Однак це покриття не завадило воді проникати всередину та роз'їдати троси.